# Bruce Wayne: Gothom City 1987
Bruce Wayne: Gothom City 1987 — шестой студийный альбом Esham A. Смита, выпущенный в 1997 году.

## Список композиций
1. «Comerica»
2. «You Still Ain’t Shit to Me» feat TNT & Moebadis
3. «7 Mile Road»
4. «Lowlafalana»
5. «Change Ya Mind» feat Mastamind & TNT
6. «You & Me»
7. «Gimme Ya Love» feat Zelah Williams
8. «Who Is Bruce Wayne»
9. «1987»
10. «You Betta Ask Somebody» feat Mastamind, TNT, Drunken Master & Zelah Williams
11. «Where My Bitch At»
12. «Fuck Da Fame»
13. «Seems Like Yesterday» feat Zelah Williams
14. «Untitled» feat Mastamind
15. «Untitled»
16. «Detective» feat Mastamind, TNT, & Moebadis
17. «Nervous»
18. «Untitled»
19. «Untitled»
20. «Untitled»
21. «Gotham City»

## Участники записи
- Esham (как Bruce Wayne) — исполнитель
- Zelah Williams — вокал
- Mastamind — приглашённый исполнитель
- TNT — приглашённый исполнитель
- Moebadis — приглашённый исполнитель
- Drunken Master — приглашённый исполнитель

### Производство
- Продюсер: Esham
- Программирование: Esham

## Чарты
Альбом — Billboard (США)
| Год  | Чарт                   | №  |
| ---- | ---------------------- | -- |
| 1997 | Top R&B/Hip-Hop Albums | 57 |